# Andrea Demirović
Andrea Demirović, in cirillico Андреа Демировић (Titograd, 7 giugno 1987), è una cantante montenegrina, conosciuta più semplicemente come Andrea.

## Carriera
I primi importanti successi arrivano nel 2002 con la partecipazione al Sunčane Skale, festival musicale che si tiene ogni anno a Castelnuovo a cui faranno seguito numerose partecipazioni alle preselezioni per l'Eurovision in rappresentanza della Serbia-Montenegro nell'Evropesma e di seguito per il Montenegro nel concorso MontenegroSong.
Nel 2009 partecipa all'Eurovision Song Contest con la canzone Just Get Out of My Life.